# К. В. Тирумалеш
К. В. Тирумалеш (канн. ಕೆ.ವಿ.ತಿರುಮಲೇಶ; 12 сентября 1940, Касарагод — 30 января 2023, Хайдарабад) — индийский поэт, писатель

, учёный, критик и лингвист, писавший на каннада и английском языках. За сборник стихов «Akshaya Kavya» на языке каннада (2010) был награждён премией Литературной академии Индии.

## Биография
Родился 12 сентября 1940 года в селе Карадка в Мадрасском президентстве Британской Индии (современный округ Касарагод индийского штата Керала). Получил степень магистра английской литературы и докторскую степень по лингвистике.
Писательская карьера Тирумалеша началась в 1960-х, когда он опубликовал сборник стихов «Mukhavaadagalu» («Маски», 1968) в стиле Навья, модернистской школы письма в литературе каннада. Его антология «Mahaprasthana» (1971), как говорят, была результатом его исследования способов преодоления ограничений модернизма. В ней затрагивается тема разочарования после победы на фоне мифологического небесного путешествия Пандавов.
Сборник стихов Тирумалеша «Akshaya Kavya» (2010) был описан им как «эпический фрагмент». Согласно его описанию: «„Aksh aya Kavya“ в значительной степени впитывает этот дух. Это длинное повествование без истории, без дидактики, без какой-либо цели, своего рода поэтическое пребывание с множеством пробелов. Оно длинное и в то же время фрагментарное: примером мне были Эзра Паунд, Уильям Карлос Уильямс и Чарльз Олсон». Работа принесла ему премию Литературной Академии в 2016 году.
Помимо писательской деятельности Тирумалеш был профессором Университета английского и иностранных языков в Хайдарабаде. После выхода на пенсию некоторое время преподавал английский язык в Йемене.
Скончался 30 января 2023 года в Хайдарабаде.

## Награды
Премия Литературной Академии 2015 года за поэтический сборник «Akshaya Kavya» была присуждена 17 декабря 2015 года.

### Поэтические сборники
- «Мухаваадагалу» / ಮುಖವಾಡಗಳು (Маски, 1968)
- «Ватара» / ವಠಾರ (Апартаменты, 1969)
- «Махапрастхана» / ಮಹಾಪ್ರಸ್ಥಾನ (Великий марш, 1971)
- «Мухамукхи» / ಮುಖಾಮುಖಿ (Лицом к лицу, 1978)
- «Авадха» / ಅವಧ (1988)
- «Paapiyoo…» (1993)
- «Akshaya Kavya» / ಅಕ್ಷಯ ಕಾವ್ಯ (2010)
- «Aayda Kavitegalu» / ಆಯ್ದ (2011)
- «Арабби» (2015)

### Романы / рассказы
- «Тарангантаранга» / ತರಂಗಾಂತರಂಗ
- «Рассвет Кихот»

### Очерки / Критика
- «Саммукха»
- «Вьякти Матту Парампарегалу» / ವ್ಯಕ್ತಿ ಮತ್ತು ಪರಂಪರೆಗಳು
- «Уллекха»
- «Ала-Нирала» / ಆಳ-ನಿರಾಳ (1-4)
- «Кавья Карана» / ಕಾವ್ಯ ಕಾರಣ
- «Намма Каннада» / ನಮ್ಮ ಕನ್ನಡ
- «Вагарта» / ವಾಗರ್ಥ
- «Ваачанашале» / ವಾಚನಶಾಲೆ

### Научная литература
- Grammar and Communication: Essays on the Form and Function of Language (1999)
- The Landscape of Language: Issues in Kannada Linguistics (2000)